# Lars Engström (läkare)
Lars Erik Engström, född 8 februari 1923 i Härnösand, död 8 januari 2000 i Mölndal, var en svensk läkare.
Engström blev medicine licentiat i Stockholm 1950, medicine doktor 1959, docent i obstetrik och gynekologi vid Karolinska institutet 1960, var biträdande överläkare vid kvinnokliniken på Karolinska sjukhuset 1963–72, Chief Medical Officer vid Division of Family Health inom Världshälsoorganisationen (WHO) i Genève 1972–75, överläkare vid kvinnokliniken på Löwenströmska sjukhuset 1975–78 och överläkare vid kvinnokliniken på Centrallasarettet i Mölndal 1978–88.
Engström var ordförande i Socialstyrelsens socialpsykiatriska nämnd 1966–70, överläkare på Riksförbundet för sexuell upplysning (RFSU) 1966–70 och expert inom WHO från 1969. Han författade skrifter i vetenskapliga ämnen och artiklar i dagspress. Han medverkade som expert i Torgny Wickmans film "Kärlekens XYZ" (1971).